# Папское опровержение
Папское опровержение (лат. Confutatio Pontificio) — выражение официальной позиции Римской католической церкви, составленное 3 августа 1530 года в ответ на публикацию лютеранского Аугсбургского исповедания. Ознакомившись с данным возражением, Меланхтон написал Апологию Аугсбурского исповедания. Принимая первые 6 артикулов Аугсбургского исповедания, критике подвергается евангелическая экклезиология, изложенная в 7 артикуле, на том основании, что в церкви могут быть и грешники, и нечестивцы. Католическая сторона также настаивает на безусловном принятии 7 таинств вместо двух евангелических. Критике подвергается евангелический принцип sola fide, настаивается на необходимости добрых дел и утверждается культ святых. Также отвергается евангелическая практика утраквизма (преподания Причастия не только хлебом, но и вином) и критика целибата. Утверждается идея мессы как жертвоприношения, примат духовной власти над светской, необходимость монашества, воздержания от мясной пищи во время постов.